# 2º Reggimento Volontari Italiani
IL 2º Reggimento Volontari Italiani è stata una delle dieci unità militari di fanteria del Corpo Volontari Italiani comandato da Giuseppe Garibaldi che operò per l'invasione del Trentino nel 1866 durante la terza guerra di indipendenza contro l'impero Austroungarico.

## La struttura organizzativa
Il Reggimento era ordinato con una forza di combattimento di quattro battaglioni, di quattro compagnie ognuno più la banda musicale. Ogni compagnia schierava circa 200 uomini.
Nel suo insieme tra ufficiali, sottufficiali e truppa contava 3.492 uomini. Molti erano quelli che provenivano dal Veneto, dal Trentino, dalla Toscana, dal mantovano, dal bresciano (la 5ª compagnia era composta da bergamaschi, la 6ª invece era formata interamente da volontari bresciani e per questo motivo era stata soprannominata “La Bresciana”, la 7ª da nizzardi e l'8ª da lecchesi, valtellinesi e pavesi) mentre alcuni ufficiali avevano addirittura fatto parte della spedizione dei Mille.
Dall'elenco pubblicato sulla Gazzetta Ufficiale del Regno d'Italia riguardante le nomine degli ufficiali del Corpo dei Volontari Italiani risulta che ai vertici dei quattro battaglioni del Reggimento vi erano: il maggiore Amos Ocari di Castelmassa, comandante del 1º battaglione, il maggiore Luigi Castellazzo di Pavia, del 2º, il maggiore Numa Palazzini di Bergamo, del 3º e il maggiore Cesare Bernieri di Torino, del 4º.

## L'equipaggiamento e l'armamento
L'equipaggiamento e l'armamento del 2º Reggimento seguiva quello del Corpo Volontari Italiani.

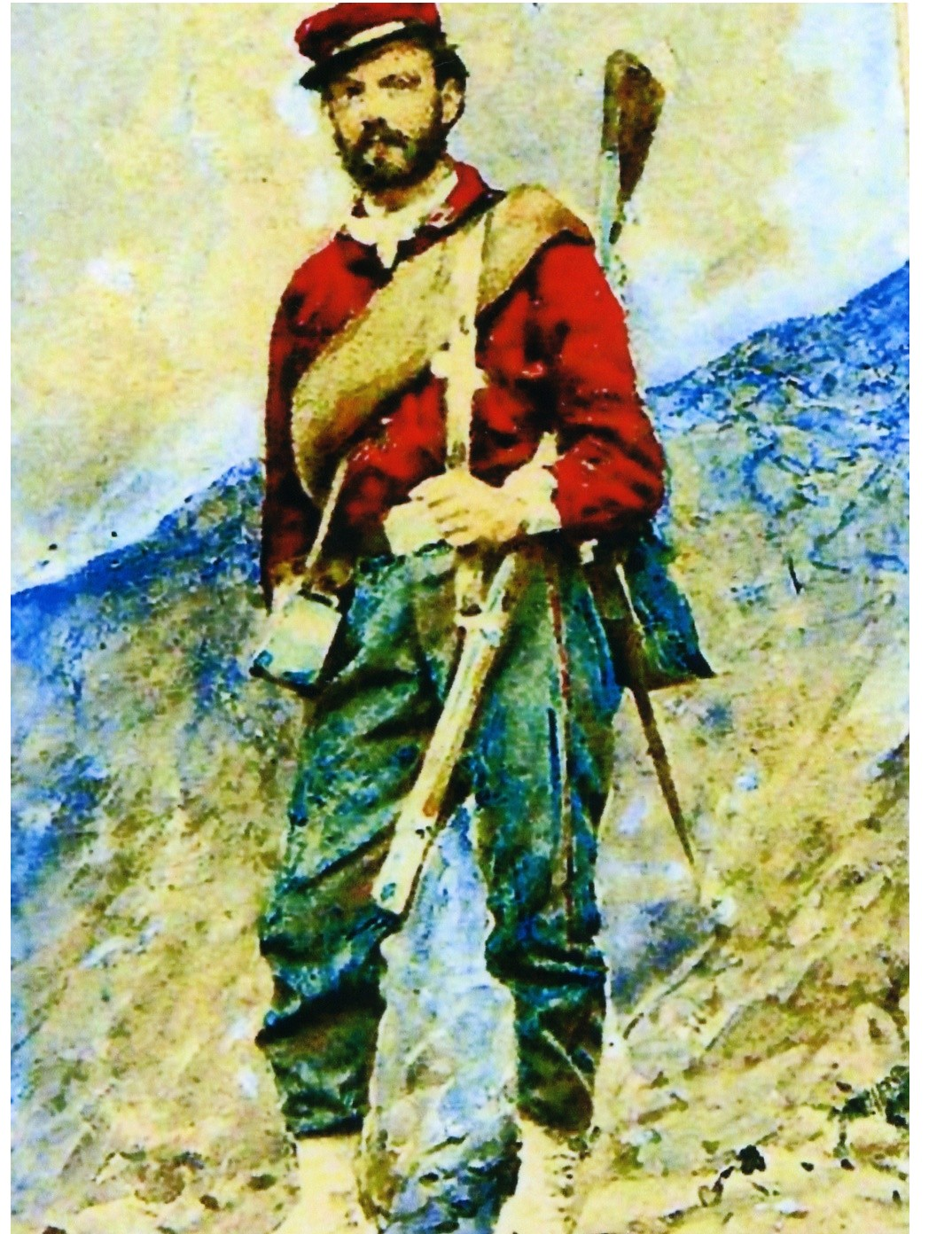
Garibaldino del Corpo Volontari Italiani

## Il comandante del Reggimento
Il 21 maggio il Ministero della Guerra conferiva al luogotenente colonnello Pietro Spinazzi il comando del 2º Reggimento Volontari Italiani in formazione a Como.
Il colonnello era nativo di Parma, sposato con figli, aveva oltre cinquant'anni d'età. Proveniva dai ranghi dell'esercito regolare che aveva lasciato volontariamente per inseguire l'irresistibile richiamo di Garibaldi.
A parte i pettegolezzi di quei tempi circolanti nelle alte sfere militari che lo dipingevano incompetente per quel ruolo, lo Spinazzi vantava un curriculum professionale di tutto rispetto per aver partecipato fin da giovane ai primi moti mazziniani del 1831. Nel 1849 era stato comandante dei parmensi e nel 1859 capitano dei “Cacciatori delle Alpi” nel 3º reggimento, 2º battaglione, 5ª compagnia al comando diretto di Nino Bixio.
Nel 1860, durante la campagna meridionale, fu comandante dall'agosto in poi dell'ex brigata Tharrena sempre agli ordini di Nino Bixio e per il valore dimostrato il 1º ottobre nella presa di Maddaloni fu elogiato ufficialmente dallo stesso. Terminata la campagna ottenne di essere integrato nell'esercito regio e quando, nell'aprile del 1866, si aprirono i bandi di reclutamento per gli ufficiali in vista della guerra con l'Austria, prestava servizio a Genova in un reggimento di fanteria.
Lo Spinazzi era un militare di tutto rispetto. Forse mancava, come sostengono alcuni storici, di autorevolezza e carisma nei confronti dei suoi superiori e dei sottoposti: difetto che pagò caramente, come vedremo più avanti, dopo la battaglia di Bezzecca quando fu ingiustamente arrestato per ordine di Garibaldi e sottoposto al giudizio di una commissione d'inchiesta, per non aver contribuito con le sue forze allo scontro del 21 luglio. L'11 giugno lo Spinazzi subì una strana aggressione.
Racconta l'episodio nelle sue note memorie: “Era un uomo truce in volto e di aspetto sinistro. Lo richiesi se mi conosceva, rispose di no; donde venisse da Firenze; ove avesse preso il pugnale di cui era munito, disse di averlo comprato a Monza […] Quantunque apparentemente fosse in mal arnese, possedeva denaro in buon lato, e, persuaso che fosse un sicario, ordinai fosse rimesso ai RR. Carabinieri a Milano”.

### Il processo al colonnello
Mentre sul piano a Bezzecca infuriava la battaglia, il colonnello Pietro Spinazzi, sordo all'appello di Garibaldi, rimaneva inoperoso sul monte Nota “con quattro compagnie stanche (la 1ª, 2ª, 10ª, e 12ª), sfinite di forze, con malati i soldati e senza munizioni”.
Spinazzi nonostante il fragore dello scontro e del tiro intenso dell'artiglieria che si doveva pur sentire in distanza anche sul monte bresciano, decise di non intervenire con i suoi uomini. Egli, a sua difesa, negò e spergiurò sempre di non aver mai udito rumori di sorta, solo qualche fucilata, così come di non essere mai stato avvisato da qualcuno di quello che avveniva pochi chilometri più in là. Solo nel pomeriggio cominciò senza fretta a scendere nella valle sottostante. Lasciò come presidio sul monte una forza consistente di sei compagnie del 10º reggimento e si diresse alla volta di Pieve di Ledro in attesa di eventi, ove era già accampato il capitano Luciano Mereu con le solite tre compagnie.
“21 luglio. Non essendoci avuti i viveri solo a notte inoltrata del 21, fu differita la partenza ad oggi. Si misero all'alba in marcia due compagnie per Molina e quattro per Pieve e Bezzecca […] Trovammo Bezzecca già abbandonata dagli austriaci” scrive Amos Ocari nel suo diario.
Questa volta l'esasperazione di Garibaldi, nei confronti dello Spinazzi, aveva raggiunto il culmine e la carriera militare di costui aveva ormai le ore contate. Accompagnato dal capitano Ettore Filippini, si recò prontamente a rapporto da Garibaldi a Tiarno di Sotto. Fu un colloquio dai toni cordiali, a suo dire, nel quale illustrò tutte le operazioni precedenti, tanto che il Generale congedandolo gli affidò una nuova missione notturna di particolare importanza: la ricognizione segreta sul monte Linsino, ove si supponeva fossero concentrate un gran numero di forze nemiche; l'operazione sarà poi condotta con successo dal maggiore Luigi Castellazzo al comando della 10ª compagnia del tenente Osvaldo Bussi.
In realtà Garibaldi, nonostante le apparenze, non era rimasto soddisfatto delle spiegazioni del suo alto ufficiale e, il giorno dopo, si avviò a Pieve di Ledro per incontrare nuovamente lo Spinazzi e approfondire ulteriormente lo spinoso argomento. Fu una conversazione imbarazzante fra i due soldati. Garibaldi lo racconta nelle sue “Memorie” in questo modo: “Il 22 io feci una gita in carrozza sino a Pieve di Ledro, ove trovai il colonnello Spinazzi con parte del 2º reggimento. Si osservi che Pieve è a un tiro di carabina da Bezzecca. Chiesi a quel colonnello da quanto tempo si trovava in quella posizione, e mi rispose da tre giorni. Io rimasi confuso e domandai perché non avea preso parte al combattimento del giorno antecedente. Mi disse per mancanza di munizioni. Lo lasciai, ed ordinai al generale Ernesto Haug che lo arrestasse”.
Il giudizio del Generale diventa poi durissimo: “Nel contegno del colonnello Spinazzi pare vi fossero sintomi di demenza, poiché la condotta antecedente di quel capo, per quanto sapessi, non era stata vigliacca; poi, per codardo che possa essere un uomo, non poteva, con parte d'un reggimento che aveva valorosamente combattuto, rimanersi indifferente ad un chilometro da Bezzecca, ove la pugna durò dall'alba sino alle due pomeridiane, ove il cannone avea ruggito per nove ore, ed erano accanitamente impegnati dodicimila uomini da una parte e dall'altra […] Pare però che lo Spinazzi non si trovasse il 21 a Pieve di Ledro, bensì sul monte Nota che domina ad ostro quel paese (ciò che conferma la mia opinione di demenza in quello sventurato ufficiale), e che sul monte Nota riunisse un consiglio de' suoi ufficiali, i quali decisero di marciare verso il campo di battaglia, ove finalmente, per troppa lentezza, giunsero tardi. Il 2º reggimento con un capo attivo poteva compiere una parte gloriosa in quella giornata. Esso si trovava appunto alle spalle del nemico, quando questo occupava Bezzecca, ed impadronendosi delle alture a levante, che dominano quel villaggio, avrebbe completato un trionfo che poteva costare agli austriaci la loro artiglieria e molti prigionieri. Basta portarsi sul luogo per capacitarsi della veridicità della mia asserzione. Al contrario, quel bel reggimento rimaneva inoperoso, senza giovarci menomamente”.
Chiamato a rapporto, il giorno 23, presso la sede del Quartier Generale di Storo, gli fu notificato l'arresto di rigore, l'avvio del giudizio di un consiglio di guerra, sostituito nei giorni seguenti da una commissione d'inchiesta e il cambio del comando di reggimento con il colonnello Giovanni Acerbi. L'annuncio della sanzione disciplinare cadde, come una tegola, sulla testa del povero Spinazzi che, al riguardo, scrive: “Attonito, penso, esamino il mio passato e non so darmi ragione di tale fatto. Mi si ordina di deporre la sciabola e mi si fa condurre dal deputato Pianciani”.
Affranto, giorni dopo prese carta e penna lagnandosi con Garibaldi per l'accaduto: 1866 luglio 28, Storo. “Generale. Ho esaminato la mia condotta nella giornata del 21 corrente, ed ho la coscienza di poter dire francamente di non meritare il di Lei sdegno, né le umiliazioni cui sono costretto subire. Il mio Generale, che sprezza le basse passioni e le personalità, vorrà accordarmi di essere ascoltato, ché ogni accusato ne ha il diritto. Sempre suo. Pietro Spinazzi”.
Garibaldi non ascoltò la supplica, anzi il 31, dalla canonica di Creto, sede del Quartier Generale, emanò le direttive per l'insediamento della commissione d'inchiesta: 1866 luglio 31, Creto. Quartier Generale “Comando Generale del Corpo Volontari Italiani. Siccome il luogotenente colonnello Spinazzi cav. Pio comandante il 2º Reggimento Volontari Italiani durante il fatto d'armi del 21 corrente si trovava con parte del suo reggimento in Pieve di Ledro ove avvenne il combattimento, e non si mosse, il sottoscritto comandante in capo il corpo dei volontari Italiani ordina una commissione d'inchiesta allo scopo di esaminare la condotta del sopraccitato signor tenente colonnello Spinazzi sia stata militarmente regolare. 
La Commissione è composta dai signori: Il generale Ernesto Haug comandante la 1ª brigata Volontari-Presidente; colonnello cav. Benedetto Cairoli comandante il Quartier Generale; luogotenente colonnello cav. Giovanni Cadolini comandante il 4º reggimento; luogotenente colonnello cav. Luigi La Porta comandante il 7º reggimento; luogotenente colonnello Menotti Garibaldi comandante il 9º reggimento; luogotenente colonnello Giuseppe Missori comandante il Corpo delle Guide. Il luogotenente colonnello Missori eserciterà le funzioni di relatore. Non appena la Commissione d'Inchiesta avrà esaminato i suoi lavori presenterà i verbali prescritti, a questo Comando Generale in duplice copia. Giuseppe Garibaldi. Per copia conforme. Il sottocapo di Stato Maggiore Enrico Guastalla”.
Il 28 agosto, a Brescia, ebbe inizio la prima seduta della commissione coordinata, a seguito della ricusazione giuridica dell'imputato, dal generale Vincenzo Giordano Orsini in sostituzione di Ernesto Haug. Il dibattimento non si limitò ad analizzare le fasi del mancato apporto alla battaglia di Bezzecca, ma indagò minuziosamente su tutto l'operato del colonnello chiedendo spiegazioni in particolare sul trasferimento da Magasa alla Val di Ledro, sul mancato assedio del Forte d'Ampola e la disubbidienza agli ordini del generale Ernesto Haug.
Così scrive lo Spinazzi nel suo memoriale al riguardo: “[…] L'interrogatorio abbracciò gran parte delle mie operazioni anteriori al 21 luglio. Si vollero minutamente conoscere le ragioni per cui movessi piuttosto per la Valle Lorina, Val Michele, Vesio e Monte Nota, anziché da Magasa piegare verso Bondone, come mi era stato indicato col dispaccio 15 luglio n. 871. Alla quale domanda risposi che più ragioni mi avevano provato essere quella per me tenuta, la via che più consonava col concetto del Generale. […] Un'altra ragione era quella che da Magasa marciando su Bondone doveva necessariamente abbandonare Valle Lorina, primo obiettivo della marcia, per la qual mossa avrei marciato relativamente a Ampola a ponente, anziché a levante […] Fui addimandato delle ragioni per cui il mio reggimento fosse tanto frazionato, alla quale domanda affatto fuori luogo, perché il frazionamento dei Corpi era un sistema tanto erroneo, quanto generale, risposi essere per mia sventura in causa di ordini dello Stato Maggiore Generale. Perché mi avessi scelto di preferenza, per scendere in Valle di Ledro, Monte Nota anziché un altro punto più centrale, ad esempio Tremalzo, Cel, o Tomlone. Al che risposi che così vollero le circostanze ed i riflessi che feci sull'insieme dei movimenti che si operavano all'estremo sinistro della nostra linea di operazione, i quali pienamente concordavano coll'ordine che m'ebbi l'11 luglio […] Fra le tante altre domande pur quella mi si fece se avessi ricevuto un dispaccio dal generale Haug in data del 15 o 16 luglio statomi rimesso alla Costa. Non potevo ricevere alla Costa dov'era il 13 e non più il 14 un dispaccio del 15 o 16 luglio, meno che non fosse nato equivoco con altro dispaccio in data 15 luglio a me pervenuto a Magasa, ma che era diretto al capitano Bartolomeo Bezzi Castellini, comandante un distaccamento che tenevo a Monte Caplone […] Fui richiesto anche dell'ora e delle ragioni per cui scesi da Nota in Valle di Ledro il 21 luglio. L'ora dissi di non ricordare…”.
Dopo cinque sedute, ascoltate la difesa imputato e le numerose testimonianze, tra le quali quella del capitano Ergisto Bezzi e del maggiore Luigi Castellazzo, il 13 settembre, la commissione decretò l'assoluzione del colonnello Spinazzi da ogni accusa motivandola con la seguente deliberazione: “Constatando alla Commissione d'inchiesta dalle prove testimoniali assunte, che il tenente colonnello Spinazzi Pietro non si trovava in Pieve di Ledro né con tutto né con parte del suo reggimento durante il combattimento del 21 luglio, può la medesima pronunciare se la condotta del tenente colonnello stesso sia stata militarmente irregolare sotto il punto di vista che le è proposto? La Commissione unanimemente risponde di no”.
Si chiudeva in questo modo una pagina triste e scialba della campagna garibaldina.

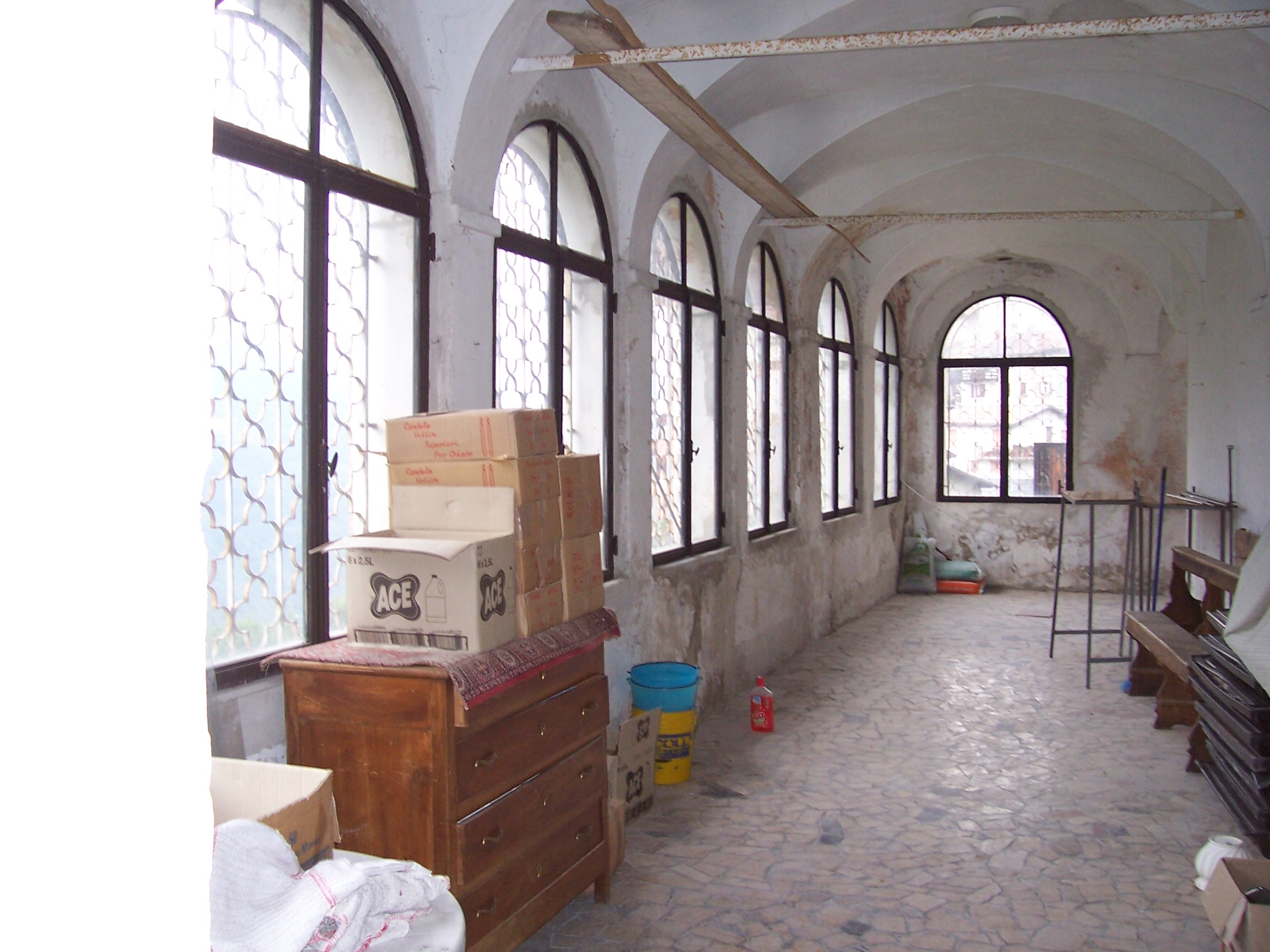
Magasa. Il sagrato della parrocchiale ove sostarono i garibaldini del maggiore Luigi Castellazzo

## Gli ufficiali
Ai vertici delle sedici compagnie erano stai nominati il capitano Ettore Filippini di Milano (1ª cp.), il capitano Tommaso Marani di Adria (2ª cp.), il capitano conte Bartolomeo Bezzi Castellini (3ª cp.), il luogotenente Pietro Trentini di Viadana (5ª cp.), il capitano Luciano Mereu di Nizza (7ª cp.), il capitano Pietro Devincenti di Alessandria (8ª cp.), il capitano Francesco Bonafini di Mantova (9ª cp.), il luogotenente Osvaldo Bussi (10ª cp.), il capitano Antonio Civati di Albavilla (12ª cp.), il capitano Emanuele Bottaro (14ª cp.), il capitano Francesco Laguidara (15ª cp.) e infine il capitano Filippo Patorno (16ª cp.).
Figuravano assegnati in forza al Reggimento anche i capitani, conte Paolo Fadigati di Casalmaggiore, Oreste Guaita, Nepumuceno Rayband, Edoardo Ciuti, Carlo Picco, Angelo Giudici (distaccato presso il quartier generale) e Giuseppe Orlandi.
I luogotenenti Fiorenzo Pez (2ª cp) di Vicenza, aiutante di campo del colonnello Spinazzi, Antonio Rosina di Pomponesco, Errico Finzi Morelli (15ª cp.), Enrico Anzola, Natale Tambelli di Revere (1ª cp.), Leonida Sacchetti, Virgilio Estival (12ª cp.), Eliseo Nebuloni, Stefano Almerighi, Agostino Volpe, Antonio Janelli, Alfonso Amadesi, Raffaele Giachetti, Giuseppe Ravera, Paride Prajer Galetti e Antonio Tonolli.
I sottotenenti Luciano Magri (3ª cp.), Gennaro Mortati (2ª cp.) di Spezzano Albanese, Ruggiero Brancaccio di Palermo (11ª cp.), Carlo Dall'Ara di Rovigo, Alessandro Caime di Venezia (12ª cp.), Antonio Venuti, cavaliere Alfonso Bianchis di Pomaretto, Augusto Povoleri di Treviso, Enrico Casali di Pavia (1ª cp.), Giacomo Rotondi, Paolo Cortella di Storo (12ª cp.), Edoardo Bruni, Angelo Incao, Enrico Maffei (13ª cp.), Tito Tesi, Ercole Bianchi, Giovanni Battista Erba, Gaetano Broglio, Ambrogio Scopini di Milano, Pietro Nalin, Giulio Grossi di Venezia (2ª cp.), Isidoro Brigo, Lorenzo Salari (3ª cp.), Alessio Tarabra, Felice Raj di Soresina, Bartolomeo Antonio Frigo di Montebello Vicentino, Silvio Liverani, Giuseppe D'Alessio, Mario Moccino, Luigi Fontana di Trento, avvocato Ernesto Pozzi di Lecco (8ª cp.), Antonio Picini, Carlo Gattoni e Giuseppe Salvioli.
Ufficiali medici il chirurgo maggiore Carlo Regnoli di Pisa, tenente Carlo Billi di Firenze e il tenente Giovanni Battista Bardelli.

## Le operazioni militari
- 6 maggio. Con decreto regio viene costituito il Corpo Volontari Italiani posto al comando del generale Giuseppe Garibaldi con le commissioni atte al reclutamento di ufficiali, sottufficiali e volontari.
- maggio. Il Reggimento è in addestramento a Como.
- 23 maggio. Il tenente colonnello Pietro Spinazzi raggiunge Como.
- 11 giugno. Garibaldi passa in rassegna a Como il Reggimento.
- 17 giugno. Ordine di muovere nella zona del lago di Garda.
- 18 giugno. Il Reggimento raggiunge Lecco in vapore poi in ferrovia si sposta verso Brescia.
- 20 giugno. L'Italia dichiara guerra all'Austria. Le prime avanguardie raggiungono la cittadina di Salò.
- 23 giugno. Il Reggimento (meno il 4º battaglione rimasto a Salò di guardia alle batterie costiere) muove verso il confine di Stato di Ponte Caffaro.
- 24 giugno. Il 3º battaglione di Numa Palazzini muove verso Capovalle e il confine di Stato a Moerna e sul monte Stino. Il resto del Reggimento raggiunge la Rocca d'Anfo.

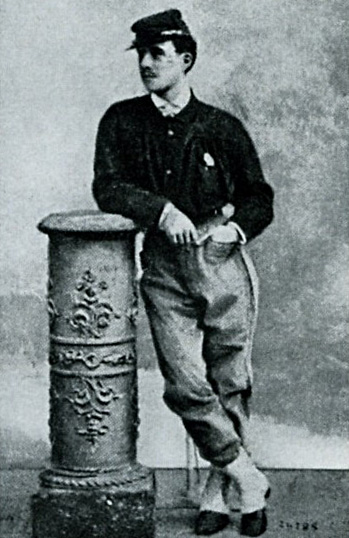
Il volontario garibaldino Vigilio Covi di Trento protagonista dello scontro del Caffaro. Faceva parte della 2ª Compagnia, la stessa ove era presente il cane Caffaro

- 25 giugno. Battaglia di Ponte Caffaro tra garibaldini e austriaci. I volontari vittoriosi si spingono a Darzo e in ricognizione fino al ponte di Storo.
- 26 giugno. Il 3º battaglione occupa in territorio austriaco il monte Stino, Moerna, Persone, Bondone e spinge un raggruppamento verso Storo. Il Reggimento dalla Valle del Chiese entra nel paese di Storo. Il generale Nicola Fabrizi ordina a tutto il Reggimento di ripiegare in fretta verso Lonato e il basso Garda per contrastare gli austriaci vittoriosi nella battaglia di Custoza.
- 27 giugno. Il trasferimento del Reggimento a sud è fermato per la mancata avanzata austriaca.
- 28 giugno. Il Reggimento si dispiega tra Salò, Maderno e Gargnano a protezione della Riviera da possibili sbarchi o azioni della flottiglia austriaca provenienti dalla costa veronese del lago di Garda.
- 29 giugno. Il colonnello Spinazzi visita gli avamposti di Gargnano e della frazione della Costa. Il capitano Luciano Mereu con la 5ª, 7ª e 8ª cp si stabilisce di presidio a Piovere di Tignale e alla Costa.
- 30 giugno. Garibaldi ispeziona le truppe a Gargnano e viene accolto al grido: "Forza vecio".
- 2 luglio. Gargnano è bombardata dalla flottiglia austriaca. Il maggiore Luigi Castellazzo con la 3ª e 15ª cp parte da Gargnano sale alla frazione di Liano e nottetempo penetra silenziosamente nell'ostile Valvestino con l'obiettivo di raggiungere Capovalle per controllare l'avanzata austriaca del colonnello von Thour.
- 3 luglio. Il maggiore Castellazzo raggiunge la vetta del monte Vesta sopra l'abitato di Bollone poi si dirige verso Capovalle dove entra accolto festosamente dal sindaco e dalla popolazione.
- 8 luglio. Il maggiore Castellazzo occupa il Comune di Moerna e dichiara la Val Vestino liberata in nome del Re d'Italia.
- 10 luglio. Il maggiore Castellazzo occupa il Comune Magasa accolto festosamente dal sindaco e dalla popolazione inoltre spinge una ricognizione verso il forte d'Ampola.
- 11 luglio. Il maggiore Castellazzo lascia il comando a Magasa per recarsi al Quartier Generale garibaldino di Salò.
- 13 luglio. Il Reggimento muove da Gargnano verso la frazione della Costa. Una forte colonna attraverso Cadria si accampa a Cima Rest di Magasa.
- 14 luglio. Il colonnello Spinazzi penetra nella Val Vestino attraverso il Comune di Turano, occupa Capovalle, Armo e raggiunge Cima Rest di Magasa.
- 15 luglio. Il colonnello Spinazzi con due compagnie sale sul monte Tombea e poi ripiega inspiegabilmente a Vesio di Tremosine. I capitani Tommaso Marani e Ettore Filippini al comando di due compagnie lasciano il villaggio della Costa e attraverso Turano giungono a Magasa. Il maggiore Luigi Castellazzo con quattro compagnie occupa il monte Alpo e Spessa nel Comune di Bondone.
- 16 luglio. Il maggiore Amos Ocari con due compagnie sale sul monte Tombea e raggiunge il colonnello Spinazzi a Vesio di Tremosine. Il maggiore Cesare Bernieri rimane di presidio a Cima Rest di Magasa. Una compagnia presidia il monte Tombea e un'altra il Comune di Capovalle.
- 17 luglio. Occupazione del monte Nota nel comune di Tremosine.
- 18 luglio. Combattimento vittorioso del Reggimento nella Battaglia di Pieve di Ledro che costringe gli austriaci del maggiore Philipp Graf Grunne a ripiegare sui monti oltre Bezzecca.
- 19 luglio- Accampamento sul monte Nota e a Vesio. Quattro compagnie partecipano all'Assedio del Forte d'Ampola. Caduta del Forte nel primo pomeriggio.
- 20 luglio- A monte Nota giungono di rinforzo alcune compagnie del 10º Reggimento Volontari. Il 4º battaglione in riserva presidia il monte Tombea.
- 21 luglio. Battaglia di Bezzecca. Due compagnie combattono nella presa del villaggio. Il resto del Reggimento rimane inoperoso sul monte Nota o nella Val di Ledro, solo alcuni reparti sono impegnati a Molina di Ledro contro gli austriaci provenienti da Riva del Garda. Nel tardo pomeriggio alcune avanguardie raggiungono Bezzecca, ma il combattimento è già terminato. Il colonnello Spinazzi a Bezzecca incontra Garibaldi.
- 22 luglio. Garibaldi incontra il colonnello Spinazzi a Pieve di Ledro e ne ordina l'arresto al generale Ernesto Haug per non aver contribuito al combattimento del giorno precedente.
- 23 luglio. Il colonnello Spinazzi è posto agli arresti a Storo. Il maggiore Amos Ocari assume il comando temporaneo del Reggimento.
- 25 luglio. Il Reggimento occupa Bezzecca, Locca, Lenzumo e il 4º battaglione del maggiore Cesare Bernieri si spinge fino a Campi di Riva del Garda nella Valle del Sarca.
- 26 luglio. Il colonnello Giovanni Acerbi assume il comando del Reggimento.
- 10 agosto. Il Reggimento in seguito all'armistizio tra Italia e Austria ripassa il confine di Stato di Ponte Caffaro, smobilitano anche i reparti presenti a Magasa e in Val Vestino e si accampa nella zona di Salò.
- 25 agosto. Viene sciolto con decreto regio il Corpo Volontari Italiani. A Brescia si riunisce la Commissione militare d'Inchiesta per giudicare la condotta del colonnello Pietro Spinazzi.
- 13 settembre. Il colonnello Spinazzi è assolto da ogni accusa dalla Commissione militare.

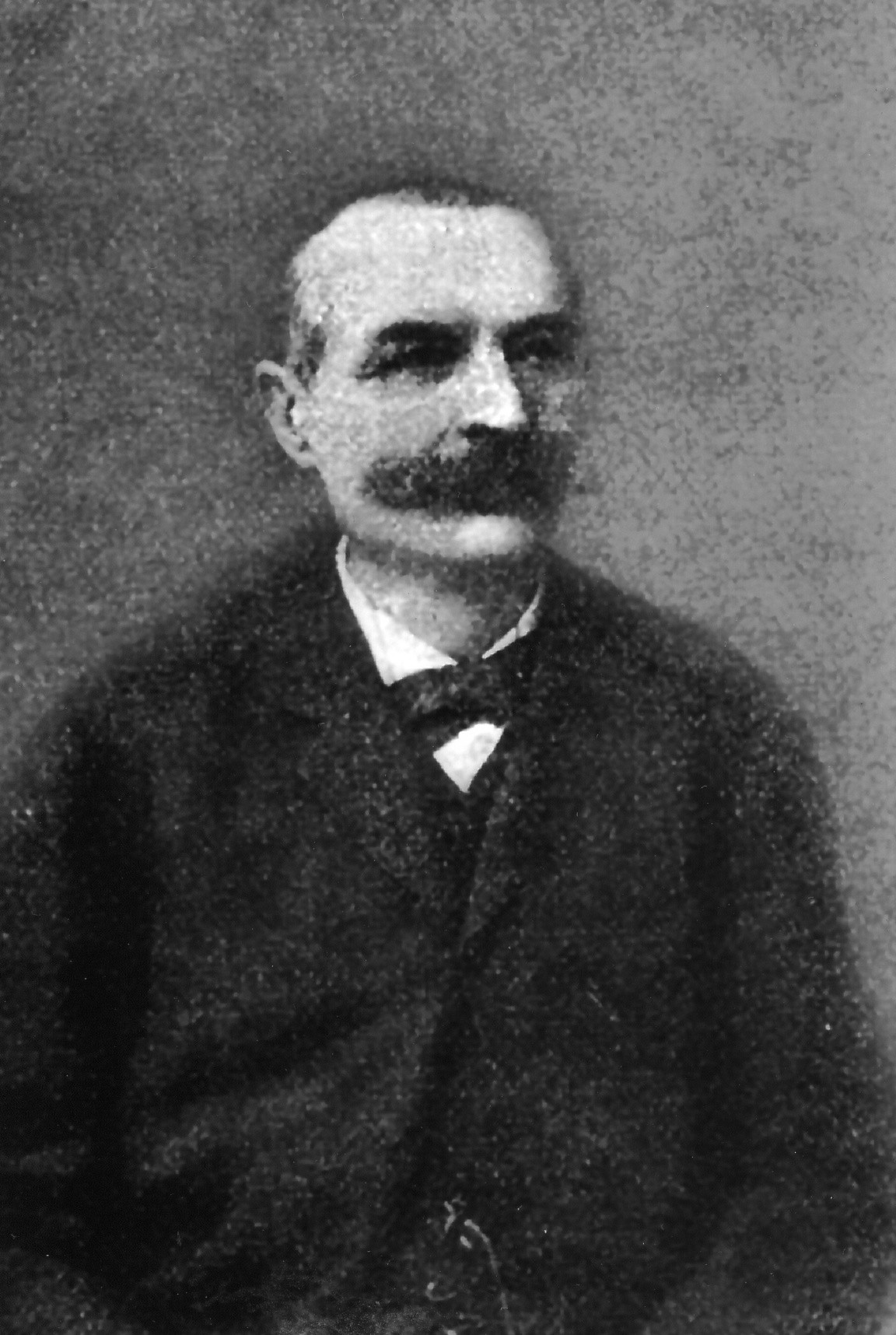
Luigi Castellazzo

## Le perdite umane
Dal supplemento al n. 254 della Gazzetta Ufficiale del Regno d'Italia (15 settembre 1866) le perdite sofferte in un mese di guerra tra ufficiali e truppa dal Reggimento furono:
- 25 giugno- Battaglia di Ponte Caffaro: 2 feriti;
- 2 luglio- Gargnano: 1 morto e 8 feriti;
- 18 luglio- Pieve e Val di Ledro: 14 morti, 42 feriti, 42 prigionieri e 39 dispersi;
- 21 luglio- Battaglia di Bezzecca: 3 morti, 23 feriti e 28 dispersi.
- TOTALE: 18 morti, 75 feriti, 42 prigionieri e 67 dispersi in combattimento.

- Tenente colonnello Pietro Spinazzi
- Maggiore Luigi Castellazzo
- Maggiore Amos Ocari
- Maggiore Cesare Bernieri
- Maggiore Numa Palazzini
- Capitano Ettore Filippini
- Capitano Tommaso Marani
- Capitano Luciano Mereu
- Capitano Bartolomeo Bezzi Castellini
- Tenente Gennaro Mortati
- Tenente Virgilio Estival
- Sottotenente Ernesto Pozzi
- Sottotenente Augusto Povoleri
- Sergente poi sottotenente Giovanni Pantaleo
- Volontario Antonio Fagiuoli
- Volontario Silvio Bonardi
- Volontario Giuseppe Bertucci
- Volontario furiere Giacomo Levi-Civita
- Volontario Eugenio Popovich poi promosso sottotenente.
- Volontario Vigilio Covi
- Volontario Pietro Wührer
- Volontario Silvio Dorigoni
- Volontario Giulio Maggi
- Volontario Francesco Valentini
- Volontario Giuseppe Leonardi
- Volontario-Bulldog Caffaro (cane)